# Lena Katina
Jelena Sergejevna Katina (Russisch: Елена Сергеевна Катина) (Moskou, 4 oktober 1984) is een Russische zangeres. Samen met Joelia Volkova vormde zij de popband t.A.T.u., die wereldwijd (maar vooral in het conservatieve thuisland) voor opschudding zorgde door het lesbische imago en de sensuele podiumact die daarmee gepaard ging.
Katina begon haar zangcarrière in het Russische kinderkoor Neposedi, waar ook Joelia Volkova zong. Later werden zij door manager Ivan Sjapovalov samengebracht in t.A.T.u.. Na 10 jaar bij t.A.T.u. te hebben gezongen, besloot Katina te beginnen aan een solocarrière. Op 30 mei 2010 gaf ze een pré-show in een nachtclub, The Troubadour in Los Angeles, waarna haar eerste volledige optreden volgde op 12 juni op het Pride Fest in Milwaukee. Hier bracht ze voor de helft nieuwe nummers, maar ook oude singles van t.A.T.u. werden bovengehaald. In 2011 kwam Lena's eerste single met bijhorende videoclip uit, getiteld Never Forget.
Ondanks het lesbische imago van t.A.T.u. zijn Katina en Volkova geen koppel.